# 육계사주

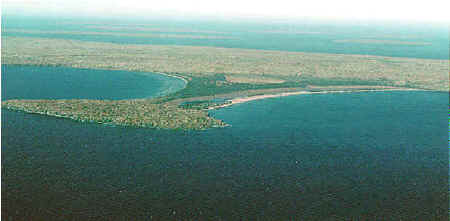
위스콘신주의 스톡턴 섬과 육지가 이어져 있다.

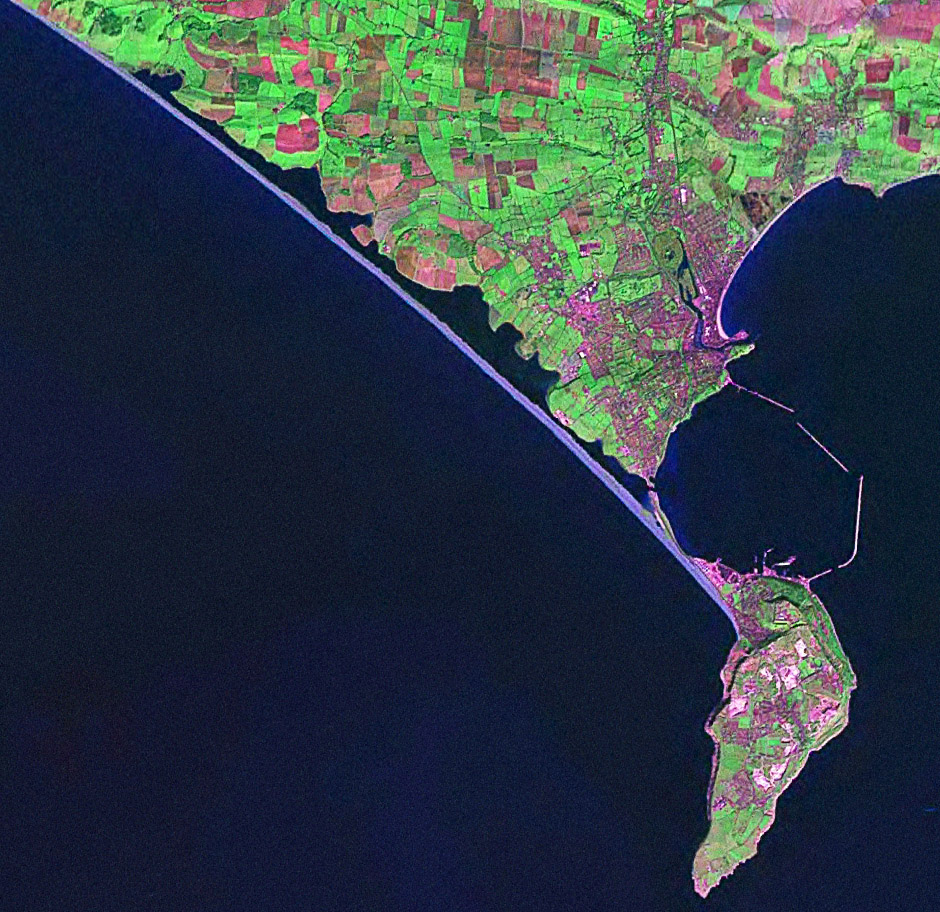
영국 도싯주의 체실 해변(미국항공우주국의 랜드셋 위성 사진)

육계사주(陸繫砂洲)는 육지와 섬, 섬과 다른 섬이나 암초 사이에 모래나 자갈 등이 쌓여 연결된 퇴적 지형으로, 사주(砂洲)의 일종이다. 이 때 육계사주에 의해 육지와 연결된 섬을 육계도(陸繫島)라고 한다.
한국에서 육계도의 대표적인 예로는 제주도의 성산일출봉, 영흥만의 호도반도, 양양의 죽도(竹島)가 있다.

## 예
- 우미노나카미치--후쿠오카현(福岡縣)-후쿠오카시(福岡市)
- 에노시마(江島)--가나가와현(神奈川縣)

## 같이 보기
- 지협
- 사주